# Памфил Александрийский
Памфи́л Александри́йский  (др.-греч. Παμφιλος ό 'Αλεξανδρευς; I век) — выдающийся лексикограф, греческий грамматик, автор словаря непонятных и заимствованных слов в 95 книгах.
Сведений о месте и времени рождения Памфила не сохранилось. Памфил был выходцем из школы Аристарха Самофракийского. Памфил собирал слова в 95 книгах и создал энциклопедический словарь «Περί γλωσσῶν ἤτοι λέξεων». Идея создания словаря была заимствована Памфилом у другого грамматика — Зопириона (др.-греч. Ζωπυρίων), последний написал словарь в четырёх книгах. В словаре Памфил объяснил значения греческих слов, а также поместил сведения о греческих диалектах, кроме того, в словарь были включены сведения о ряде соседних языков. Сам словарь Памфила не сохранился до нашего времени, но труд Памфил оказали неоценимую услугу последующим лексикографам. Словарь Памфила  вошел в «Сборник всех слов в алфавитном порядке» («Συναγωγή Πασών Λέξεων κατά Στοιχείον») Гесихия Александрийского.  В сокращенном виде энциклопедический словарь Памфила был издан Вестином и затем Диогенианом в 5 книгах, с дополнением под названием «Λειμών». Памфилу принадлежит «Ономастикон», содержащий перечисление названий различных объектов, и трактат о древнегреческих именах «Об именах».